# Okiść

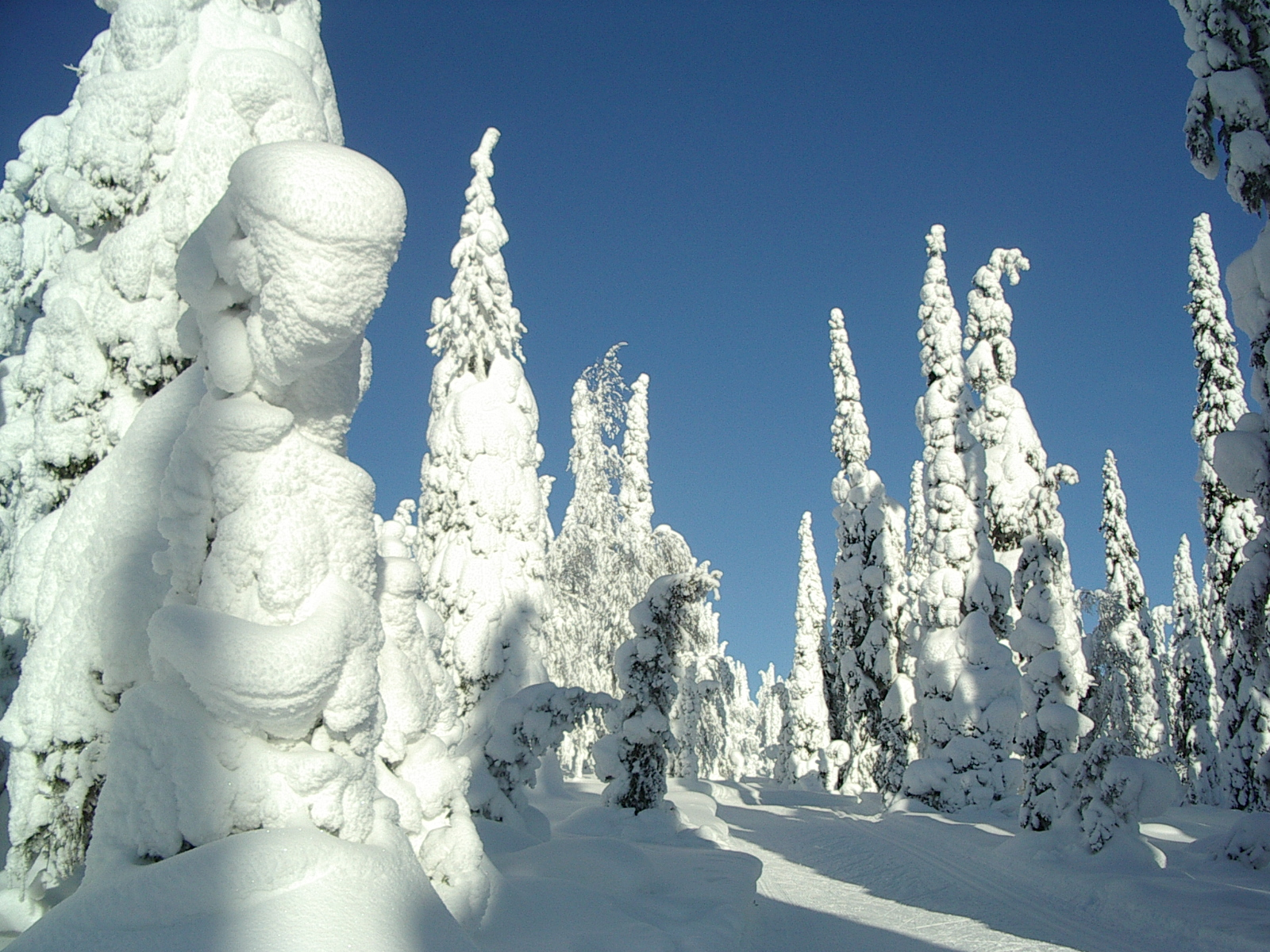
Okiść

Okiść – zjawisko związane z opadem śniegu osiadającym na gałęziach drzew i krzewów; gruba warstwa ciężkiego (mokrego) śniegu powodująca często łamanie gałęzi, a nawet całych drzew (zwłaszcza o szerokich konarach). Połamane w ten sposób drzewo w leśnictwie zwane jest śniegołomem, a gdy dojdzie do wywrócenia się całego drzewa mamy do czynienia ze śniegowałem. Okiść może spowodować duże szkody zwłaszcza w niepielęgnowanych młodnikach oraz w górach w jednogatunkowych drzewostanach obcego (nizinnego) pochodzenia.
Okiść może być jedną z przyczyn powstawania drewna reakcyjnego.